# Alphabetische Liste der Asteroiden/P
| Alphabetische Liste der Asteroiden – P |                                       |
| Nummer und Name                        | Gruppe / Typ                          |
| (1740) Paavo Nurmi                     | Hauptgürtel                           |
| (26080) Pablomarques                   | Hauptgürtel                           |
| (25001) Pacheco                        | Hauptgürtel                           |
| (4972) Pachelbel                       | Hauptgürtel                           |
| (19754) Paclements                     | Hauptgürtel                           |
| (11755) Paczynski                      | Hauptgürtel                           |
| (5191) Paddack                         | Hauptgürtel                           |
| (15551) Paddock                        | Hauptgürtel                           |
| (21575) Padmanabhan                    | Hauptgürtel                           |
| (12636) Padrielli                      | Hauptgürtel                           |
| (363) Padua                            | Hauptgürtel                           |
| (9700) Paech                           | Hauptgürtel                           |
| (1061) Paeonia                         | Hauptgürtel                           |
| (1032) Pafuri                          | Hauptgürtel                           |
| (16110) Paganetti                      | Hauptgürtel                           |
| (2859) Paganini                        | Hauptgürtel                           |
| (71556) Page                           | Hauptgürtel                           |
| (3807) Pagels                          | Hauptgürtel                           |
| (120040) Pagliarini                    | Hauptgürtel                           |
| (10306) Pagnol                         | Hauptgürtel                           |
| (32146) Paigebrown                     | Hauptgürtel                           |
| (27589) Paigegentry                    | Hauptgürtel                           |
| (22829) Paigerin                       | Hauptgürtel                           |
| (30245) Paigesmith                     | Hauptgürtel                           |
| (1535) Päijänne                        | Hauptgürtel                           |
| (5188) Paine                           | Hauptgürtel                           |
| (953) Painleva                         | Hauptgürtel                           |
| (3636) Pajdušáková                     | Hauptgürtel                           |
| (12482) Pajka                          | Hauptgürtel                           |
| (1889) Pakhmutova                      | Hauptgürtel                           |
| (1921) Pala                            | Hauptgürtel                           |
| (1834) Palach                          | Hauptgürtel                           |
| (40444) Palacký                        | Hauptgürtel                           |
| (33608) Paladugu                       | Hauptgürtel                           |
| (2066) Palala                          | Hauptgürtel                           |
| (2456) Palamedes                       | Jupiter-Trojaner                      |
| (166229) Palanga                       | Hauptgürtel                           |
| (21715) Palaniappan                    | Hauptgürtel                           |
| (415) Palatia                          | Hauptgürtel                           |
| (19968) Palazzolascaris                | Hauptgürtel                           |
| (6793) Palazzolo                       | Hauptgürtel                           |
| (4233) Pal’chikov                      | Hauptgürtel                           |
| (17970) Palepu                         | Hauptgürtel                           |
| (12128) Palermiti                      | Hauptgürtel                           |
| (10001) Palermo                        | Hauptgürtel                           |
| (49) Pales                             | Hauptgürtel                           |
| (4850) Palestrina                      | Hauptgürtel                           |
| (4832) Palinurus                       | Jupiter-Trojaner                      |
| (914) Palisana                         | Hauptgürtel                           |
| (11970) Palitzsch                      | Hauptgürtel                           |
| (2) Pallas                             | Hauptgürtel                           |
| (372) Palma                            | Hauptgürtel                           |
| (12575) Palmaria                       | Hauptgürtel                           |
| (16168) Palmen                         | Hauptgürtel                           |
| (13131) Palmyra                        | Hauptgürtel                           |
| (58931) Palmys                         | Jupiter-Trojaner                      |
| (1548) Palomaa                         | Hauptgürtel                           |
| (1598) Paloque                         | Hauptgürtel                           |
| (26963) Palorapavý                     | Hauptgürtel                           |
| (8977) Paludicola                      | Hauptgürtel                           |
| (24194) Paľuš                          | Hauptgürtel                           |
| (2885) Palva                           | Hauptgürtel                           |
| (313116) Pálvenetianer                 | Hauptgürtel                           |
| (29148) Palzer                         | Hauptgürtel                           |
| (5200) Pamal                           | Hauptgürtel                           |
| (1243) Pamela                          | Hauptgürtel                           |
| (174515) Pamelaivezić                  | Hauptgürtel                           |
| (14157) Pamelasobey                    | Hauptgürtel                           |
| (33249) Pamelasvenson                  | Hauptgürtel                           |
| (21474) Pamelatsai                     | Hauptgürtel                           |
| (22432) Pamgriffin                     | Hauptgürtel                           |
| (539) Pamina                           | Hauptgürtel                           |
| (4852) Pamjones                        | Hauptgürtel                           |
| (17077) Pampaloni                      | Hauptgürtel                           |
| (4450) Pan                             | Apollo-Typ                            |
| (2878) Panacea                         | Hauptgürtel                           |
| (12702) Panamarenko                    | Hauptgürtel                           |
| (21238) Panarea                        | Hauptgürtel                           |
| (29762) Panasiewicz                    | Hauptgürtel                           |
| (11120) Pancaldi                       | Hauptgürtel                           |
| (21716) Panchamia                      | Hauptgürtel                           |
| (346721) Panchengdong                  | Hauptgürtel                           |
| (52225) Panchenko                      | Hauptgürtel                           |
| (25870) Panchovigil                    | Hauptgürtel                           |
| (4028) Pancratz                        | Hauptgürtel                           |
| (263251) Pandabear                     | Hauptgürtel                           |
| (2674) Pandarus                        | Jupiter-Trojaner                      |
| (21284) Pandion                        | Jupiter-Trojaner                      |
| (300128) Panditjasraj                  | Hauptgürtel                           |
| (55) Pandora                           | Hauptgürtel                           |
| (30324) Pandya                         | Hauptgürtel                           |
| (185150) Panevezys                     | Hauptgürtel                           |
| (21717) Pang                           | Hauptgürtel                           |
| (7306) Panizon                         | Hauptgürtel                           |
| (216331) Panjunhua                     | Hauptgürtel                           |
| (17075) Pankonin                       | Hauptgürtel                           |
| (29764) Panneerselvam                  | Hauptgürtel                           |
| (2378) Pannekoek                       | Hauptgürtel                           |
| (1444) Pannonia                        | Hauptgürtel                           |
| (70) Panopaea                          | Hauptgürtel                           |
| (35268) Panoramix                      | Hauptgürtel                           |
| (10413) Pansecchi                      | Hauptgürtel                           |
| (30407) Pantano                        | Hauptgürtel                           |
| (4198) Panthera                        | Hauptgürtel                           |
| (4754) Panthoos                        | Jupiter-Trojaner                      |
| (5990) Panticapaeon                    | Hauptgürtel                           |
| (83956) Panuzzo                        | Hauptgürtel                           |
| (25566) Panying                        | Hauptgürtel                           |
| (2973) Paola                           | Hauptgürtel                           |
| (454350) Paolaamico                    | Hauptgürtel                           |
| (177659) Paolacel                      | Hauptgürtel                           |
| (272746) Paoladiomede                  | Hauptgürtel                           |
| (12840) Paolaferrari                   | Hauptgürtel                           |
| (12813) Paolapaolini                   | Hauptgürtel                           |
| (3176) Paolicchi                       | Hauptgürtel                           |
| (151697) Paolobattaini                 | Hauptgürtel                           |
| (19523) Paolofrisi                     | Hauptgürtel                           |
| (8524) Paoloruffini                    | Hauptgürtel                           |
| (9715) Paolotanga                      | Hauptgürtel                           |
| (13150) Paolotesi                      | Hauptgürtel                           |
| (13111) Papacosmas                     | Hauptgürtel                           |
| (4938) Papadopoulos                    | Hauptgürtel                           |
| (471) Papagena                         | Hauptgürtel                           |
| (17063) Papaloizou                     | Hauptgürtel                           |
| (2480) Papanov                         | Hauptgürtel                           |
| (15041) Paperetti                      | Hauptgürtel                           |
| (5310) Papike                          | Hauptgürtel                           |
| (4241) Pappalardo                      | Hauptgürtel                           |
| (175566) Papplaci                      | Hauptgürtel                           |
| (29448) Pappos                         | Hauptgürtel                           |
| (234294) Pappsándor                    | Hauptgürtel                           |
| (37044) Papymarcel                     | Hauptgürtel                           |
| (15278) Pâquet                         | Hauptgürtel                           |
| (34854) Paquifrutos                    | Hauptgürtel                           |
| (2239) Paracelsus                      | Hauptgürtel                           |
| (2791) Paradise                        | Hauptgürtel                           |
| (3963) Paradzhanov                     | Hauptgürtel                           |
| (10071) Paraguay                       | Hauptgürtel                           |
| (1779) Paraná                          | Hauptgürtel                           |
| (6836) Paranal                         | Hauptgürtel                           |
| (5298) Paraskevopoulos                 | Hauptgürtel                           |
| (1857) Parchomenko                     | Hauptgürtel                           |
| (4914) Pardina                         | Hauptgürtel                           |
| (259344) Paré                          | Hauptgürtel                           |
| (2484) Parenago                        | Hauptgürtel                           |
| (33035) Pareschi                       | Hauptgürtel                           |
| (7913) Parfenov                        | Hauptgürtel                           |
| (347) Pariana                          | Hauptgürtel                           |
| (16174) Parihar                        | Hauptgürtel                           |
| (5303) Parijskij                       | Hauptgürtel                           |
| (15988) Parini                         | Hauptgürtel                           |
| (3317) Paris                           | Jupiter-Trojaner                      |
| (12506) Pariser                        | Hauptgürtel                           |
| (15803) Parisi                         | Hauptgürtel                           |
| (5392) Parker                          | Marsbahnkreuzer                       |
| (24397) Parkerowan                     | Hauptgürtel                           |
| (10041) Parkinson                      | Hauptgürtel                           |
| (5585) Parks                           | Marsbahnkreuzer                       |
| (23286) Parlakgul                      | Hauptgürtel                           |
| (6550) Parléř                          | Hauptgürtel                           |
| (6039) Parmenides                      | Hauptgürtel                           |
| (19287) Paronelli                      | Hauptgürtel                           |
| (14277) Parsa                          | Hauptgürtel                           |
| (30857) Parsec                         | Hauptgürtel                           |
| (2095) Parsifal                        | Hauptgürtel                           |
| (4087) Pärt                            | Hauptgürtel                           |
| (30066) Parthakker                     | Hauptgürtel                           |
| (27244) Parthasarathy                  | Hauptgürtel                           |
| (31487) Parthchopra                    | Hauptgürtel                           |
| (11) Parthenope                        | Hauptgürtel                           |
| (25384) Partizánske                    | Hauptgürtel                           |
| (19810) Partridge                      | Hauptgürtel                           |
| (19415) Parvamenon                     | Hauptgürtel                           |
| (2847) Parvati                         | Hauptgürtel                           |
| (2331) Parvulesco                      | Hauptgürtel                           |
| (888) Parysatis                        | Hauptgürtel                           |
| (2860) Pasacentennium                  | Hauptgürtel                           |
| (5100) Pasachoff                       | Hauptgürtel                           |
| (2200) Pasadena                        | Hauptgürtel                           |
| (3855) Pasasymphonia                   | Hauptgürtel                           |
| (4500) Pascal                          | Hauptgürtel                           |
| (24015) Pascalepinner                  | Hauptgürtel                           |
| (11669) Pascalscholl                   | Hauptgürtel                           |
| (12766) Paschen                        | Hauptgürtel                           |
| (24826) Pascoli                        | Hauptgürtel                           |
| (14885) Paskoff                        | Hauptgürtel                           |
| (11191) Paskvić                        | Hauptgürtel                           |
| (21719) Pasricha                       | Hauptgürtel                           |
| (12670) Passargea                      | Hauptgürtel                           |
| (16498) Passau                         | Hauptgürtel                           |
| (9579) Passchendaele                   | Hauptgürtel                           |
| (3508) Pasternak                       | Hauptgürtel                           |
| (4804) Pasteur                         | Hauptgürtel                           |
| (21482) Patashnick                     | Hauptgürtel                           |
| (7511) Patcassen                       | Hauptgürtel                           |
| (14060) Patersonewen                   | Hauptgürtel                           |
| (12509) Pathak                         | Hauptgürtel                           |
| (153686) Pathall                       | Hauptgürtel                           |
| (451) Patientia                        | Hauptgürtel                           |
| (12511) Patil                          | Hauptgürtel                           |
| (23981) Patjohnson                     | Hauptgürtel                           |
| (348407) Patkosandras                  | Hauptgürtel                           |
| (22582) Patmiller                      | Hauptgürtel                           |
| (164518) Patoche                       | Hauptgürtel                           |
| (2727) Paton                           | Hauptgürtel                           |
| (1347) Patria                          | Hauptgürtel                           |
| (1978) Patrice                         | Hauptgürtel                           |
| (436) Patricia                         | Hauptgürtel                           |
| (77696) Patriciann                     | Hauptgürtel                           |
| (23214) Patrickchen                    | Hauptgürtel                           |
| (24000) Patrickdufour                  | Hauptgürtel                           |
| (18009) Patrickgeer                    | Hauptgürtel                           |
| (2748) Patrick Gene                    | Hauptgürtel                           |
| (24353) Patrickhsu                     | Hauptgürtel                           |
| (15128) Patrickjones                   | Hauptgürtel                           |
| (5919) Patrickmartin                   | Hauptgürtel                           |
| (7561) Patrickmichel                   | Hauptgürtel                           |
| (4984) Patrickmiller                   | Hauptgürtel                           |
| (9286) Patricktaylor                   | Hauptgürtel                           |
| (316028) Patrickwils                   | Hauptgürtel                           |
| (17108) Patricorbett                   | Hauptgürtel                           |
| (617) Patroclus                        | Jupiter-Trojaner                      |
| (1601) Patry                           | Hauptgürtel                           |
| (1791) Patsayev                        | Hauptgürtel                           |
| (3310) Patsy                           | Hauptgürtel                           |
| (5178) Pattazhy                        | Hauptgürtel                           |
| (2511) Patterson                       | Hauptgürtel                           |
| (58535) Pattillo                       | Hauptgürtel                           |
| (246789) Pattinson                     | Hauptgürtel                           |
| (27277) Pattybrown                     | Hauptgürtel                           |
| (30347) Pattyhunt                      | Hauptgürtel                           |
| (19826) Patwalker                      | Hauptgürtel                           |
| (177148) Pätzold                       | Hauptgürtel                           |
| (3525) Paul                            | Hauptgürtel                           |
| (1314) Paula                           | Hauptgürtel                           |
| (8139) Paulabell                       | Hauptgürtel                           |
| (30218) Paulaladd                      | Hauptgürtel                           |
| (23120) Paulallen                      | Hauptgürtel                           |
| (5307) Paul-André                      | Hauptgürtel                           |
| (65697) Paulandrew                     | Hauptgürtel                           |
| (6015) Paularego                       | Hauptgürtel                           |
| (25518) Paulcitrin                     | Hauptgürtel                           |
| (7519) Paulcook                        | Hauptgürtel                           |
| (8903) Paulcruikshank                  | Hauptgürtel                           |
| (6870) Pauldavies                      | Hauptgürtel                           |
| (10934) Pauldelvaux                    | Hauptgürtel                           |
| (4443) Paulet                          | Hauptgürtel                           |
| (85411) Paulflora                      | Hauptgürtel                           |
| (33517) Paulfoltin                     | Hauptgürtel                           |
| (14372) Paulgerhardt                   | Hauptgürtel                           |
| (27288) Paulgilmore                    | Hauptgürtel                           |
| (23699) Paulgordan                     | Hauptgürtel                           |
| (44192) Paulguttman                    | Hauptgürtel                           |
| (5349) Paulharris                      | Marsbahnkreuzer                       |
| (278) Paulina                          | Hauptgürtel                           |
| (24239) Paulinehiga                    | Hauptgürtel                           |
| (4674) Pauling                         | Hauptgürtel                           |
| (37592) Pauljackson                    | Hauptgürtel                           |
| (3743) Pauljaniczek                    | Hauptgürtel                           |
| (40917) Pauljorden                     | Hauptgürtel                           |
| (8326) Paulkling                       | Hauptgürtel                           |
| (255598) Paullauterbur                 | Hauptgürtel                           |
| (13525) Paulledoux                     | Hauptgürtel                           |
| (90526) Paullorenz                     | Hauptgürtel                           |
| (11848) Paullouka                      | Hauptgürtel                           |
| (27675) Paulmaley                      | Hauptgürtel                           |
| (121557) Paulmason                     | Hauptgürtel                           |
| (153298) Paulmyers                     | Hauptgürtel                           |
| (197707) Paulnohr                      | Hauptgürtel                           |
| (128611) Paulnowak                     | Hauptgürtel                           |
| (28551) Paulomi                        | Hauptgürtel                           |
| (23059) Paulpaino                      | Hauptgürtel                           |
| (11392) Paulpeeters                    | Hauptgürtel                           |
| (7386) Paulpellas                      | Hauptgürtel                           |
| (24217) Paulroeder                     | Hauptgürtel                           |
| (181562) Paulrosendall                 | Hauptgürtel                           |
| (165067) Pauls                         | Hauptgürtel                           |
| (20882) Paulsanchez                    | Hauptgürtel                           |
| (45305) Paulscherrer                   | Hauptgürtel                           |
| (310273) Paulsmeyers                   | Hauptgürtel                           |
| (12229) Paulsson                       | Hauptgürtel                           |
| (26493) Paulsucala                     | Hauptgürtel                           |
| (12443) Paulsydney                     | Hauptgürtel                           |
| (50687) Paultemple                     | Hauptgürtel                           |
| (131186) Pauluckas                     | Hauptgürtel                           |
| (12647) Pauluspotter                   | Hauptgürtel                           |
| (6226) Paulwarren                      | Hauptgürtel                           |
| (537) Pauly                            | Hauptgürtel                           |
| (16479) Paulze                         | Hauptgürtel                           |
| (5269) Paustovskij                     | Hauptgürtel                           |
| (12761) Pauwels                        | Hauptgürtel                           |
| (18123) Pavan                          | Hauptgürtel                           |
| (5203) Pavarotti                       | Hauptgürtel                           |
| (16810) Pavelaleksandrov               | Hauptgürtel                           |
| (21471) Pavelchvykov                   | Hauptgürtel                           |
| (33040) Pavelmayer                     | Hauptgürtel                           |
| (59470) Paveltoufar                    | Hauptgürtel                           |
| (16274) Pavlica                        | Hauptgürtel                           |
| (7008) Pavlov                          | Hauptgürtel                           |
| (336680) Pavolpaulik                   | Hauptgürtel                           |
| (315166) Pawelmaksym                   | Hauptgürtel                           |
| (1007) Pawlowia                        | Hauptgürtel                           |
| (1152) Pawona                          | Hauptgürtel                           |
| (679) Pax                              | Hauptgürtel                           |
| (14574) Payette                        | Hauptgürtel                           |
| (2039) Payne-Gaposchkin                | Hauptgürtel                           |
| (33610) Payra                          | Hauptgürtel                           |
| (238593) Paysdegex                     | Hauptgürtel                           |
| (85386) Payton                         | Hauptgürtel                           |
| (23006) Pazden                         | Hauptgürtel                           |
| (12123) Pazin                          | Hauptgürtel                           |
| (18727) Peacock                        | Hauptgürtel                           |
| (14595) Peaker                         | Hauptgürtel                           |
| (3612) Peale                           | Hauptgürtel                           |
| (9987) Peano                           | Hauptgürtel                           |
| (3304) Pearce                          | Hauptgürtel                           |
| (29458) Pearson                        | Hauptgürtel                           |
| (103560) Peate                         | Hauptgürtel                           |
| (268242) Pebble                        | Hauptgürtel                           |
| (12306) Pebronstein                    | Hauptgürtel                           |
| (331011) Peccioli                      | Hauptgürtel                           |
| (43724) Pechstein                      | Hauptgürtel                           |
| (1629) Pecker                          | Hauptgürtel                           |
| (18460) Pecková                        | Hauptgürtel                           |
| (7531) Pecorelli                       | Hauptgürtel                           |
| (3312) Pedersen                        | Hauptgürtel                           |
| (20454) Pedrajo                        | Hauptgürtel                           |
| (24048) Pedroduque                     | Hauptgürtel                           |
| (249539) Pedrosevilla                  | Hauptgürtel                           |
| (18242) Peebles                        | Hauptgürtel                           |
| (9004) Peekaydee                       | Hauptgürtel                           |
| (21445) Pegconnolly                    | Hauptgürtel                           |
| (29701) Peggyhaas                      | Hauptgürtel                           |
| (9261) Peggythomson                    | Hauptgürtel                           |
| (5273) Peilisheng                      | Hauptgürtel                           |
| (12658) Peiraios                       | Jupiter-Trojaner                      |
| (19226) Peiresc                        | Hauptgürtel                           |
| (26763) Peirithoos                     | Jupiter-Trojaner                      |
| (2893) Peiroos                         | Jupiter-Trojaner                      |
| (248183) Peisandros                    | Jupiter-Trojaner                      |
| (7107) Peiser                          | Hauptgürtel                           |
| (118) Peitho                           | Hauptgürtel                           |
| (2045) Peking                          | Hauptgürtel                           |
| (1190) Pelagia                         | Hauptgürtel                           |
| (27551) Pelayo                         | Hauptgürtel                           |
| (6149) Pelčák                          | Hauptgürtel                           |
| (2202) Pele                            | Amor-Typ                              |
| (11311) Peleus                         | Apollo-Typ                            |
| (7532) Pelhřimov                       | Hauptgürtel                           |
| (49036) Pelion                         | Zentaur                               |
| (7433) Pellegrini                      | Hauptgürtel                           |
| (8535) Pellesvanslös                   | Hauptgürtel                           |
| (1667) Pels                            | Hauptgürtel                           |
| (8307) Peltan                          | Hauptgürtel                           |
| (3850) Peltier                         | Hauptgürtel                           |
| (16177) Pelzer                         | Hauptgürtel                           |
| (1429) Pemba                           | Hauptgürtel                           |
| (10219) Penco                          | Hauptgürtel                           |
| (21059) Penderecki                     | Hauptgürtel                           |
| (33613) Pendharkar                     | Hauptgürtel                           |
| (7165) Pendleton                       | Hauptgürtel                           |
| (22542) Pendri                         | Hauptgürtel                           |
| (13181) Peneleos                       | Jupiter-Trojaner                      |
| (201) Penelope                         | Hauptgürtel                           |
| (239071) Penghu                        | Hauptgürtel                           |
| (48798) Penghuanwu                     | Hauptgürtel                           |
| (179593) Penglangxiaoxue               | Hauptgürtel                           |
| (14134) Penkala                        | Hauptgürtel                           |
| (20455) Pennell                        | Hauptgürtel                           |
| (12227) Penney                         | Hauptgürtel                           |
| (48801) Penninger                      | Hauptgürtel                           |
| (271) Penthesilea                      | Hauptgürtel                           |
| (15224) Penttila                       | Hauptgürtel                           |
| (3189) Penza                           | Hauptgürtel                           |
| (19022) Penzel                         | Hauptgürtel                           |
| (171458) Pepaprats                     | Hauptgürtel                           |
| (15501) Pepawlowski                    | Hauptgürtel                           |
| (10634) Pepibican                      | Hauptgürtel                           |
| (10919) Pepikzicha                     | Hauptgürtel                           |
| (1102) Pepita                          | Hauptgürtel                           |
| (257439) Peppeprosperini               | Hauptgürtel                           |
| (18022) Pepper                         | Hauptgürtel                           |
| (11043) Pepping                        | Hauptgürtel                           |
| (204702) Péquignat                     | Hauptgürtel                           |
| (554) Peraga                           | Hauptgürtel                           |
| (158623) Perali                        | Hauptgürtel                           |
| (1680) Per Brahe                       | Hauptgürtel                           |
| (8758) Perdix                          | Hauptgürtel                           |
| (2817) Perec                           | Hauptgürtel                           |
| (22434) Peredery                       | Hauptgürtel                           |
| (6620) Peregrina                       | Hauptgürtel                           |
| (30054) Pereira                        | Hauptgürtel                           |
| (50033) Perelman                       | Hauptgürtel                           |
| (2951) Perepadin                       | Hauptgürtel                           |
| (7622) Pergolesi                       | Hauptgürtel                           |
| (21499) Perillat                       | Hauptgürtel                           |
| (13650) Perimedes                      | Jupiter-Trojaner                      |
| (7556) Perinaldo                       | Hauptgürtel                           |
| (15663) Periphas                       | Jupiter-Trojaner                      |
| (2482) Perkin                          | Hauptgürtel                           |
| (17222) Perlmutter                     | Hauptgürtel                           |
| (43767) Permeke                        | Hauptgürtel                           |
| (7989) Pernadavide                     | Hauptgürtel                           |
| (4043) Perolof                         | Hauptgürtel                           |
| (8230) Perona                          | Hauptgürtel                           |
| (12222) Perotto                        | Hauptgürtel                           |
| (2422) Perovskaya                      | Hauptgürtel                           |
| (10027) Perozzi                        | Hauptgürtel                           |
| (14278) Perrenot                       | Hauptgürtel                           |
| (100596) Perrett                       | Hauptgürtel                           |
| (6779) Perrine                         | Hauptgürtel                           |
| (1515) Perrotin                        | Hauptgürtel                           |
| (5529) Perry                           | Hauptgürtel                           |
| (10969) Perryman                       | Hauptgürtel                           |
| (26593) Perrypat                       | Hauptgürtel                           |
| (9637) Perryrose                       | Hauptgürtel                           |
| (11081) Persäve                        | Hauptgürtel                           |
| (399) Persephone                       | Hauptgürtel                           |
| (975) Perseverantia                    | Hauptgürtel                           |
| (69245) Persiceto                      | Hauptgürtel                           |
| (9275) Persson                         | Hauptgürtel                           |
| (3953) Perth                           | Hauptgürtel                           |
| (12465) Perth Amboy                    | Hauptgürtel                           |
| (33157) Pertile                        | Hauptgürtel                           |
| (10866) Peru                           | Hauptgürtel                           |
| (32570) Peruindiana                    | Hauptgürtel                           |
| (4250) Perun                           | Hauptgürtel                           |
| (3005) Pervictoralex                   | Hauptgürtel                           |
| (9399) Pesch                           | Hauptgürtel                           |
| (11444) Peshekhonov                    | Hauptgürtel                           |
| (11263) Pesonen                        | Hauptgürtel                           |
| (374354) Pesquet                       | Hauptgürtel                           |
| (6817) Pest                            | Hauptgürtel                           |
| (21682) Peštafrantišek                 | Hauptgürtel                           |
| (2970) Pestalozzi                      | Hauptgürtel                           |
| (23011) Petach                         | Hauptgürtel                           |
| (3745) Petaev                          | Hauptgürtel                           |
| (21640) Petekirkland                   | Hauptgürtel                           |
| (25710) Petelandgren                   | Hauptgürtel                           |
| (1716) Peter                           | Hauptgürtel                           |
| (128022) Peterantreasian               | Hauptgürtel                           |
| (365739) Peterbecker                   | Hauptgürtel                           |
| (10331) Peterbluhm                     | Hauptgürtel                           |
| (19551) Peterborden                    | Hauptgürtel                           |
| (24200) Peterbrooks                    | Hauptgürtel                           |
| (16217) Peterbroughton                 | Hauptgürtel                           |
| (12397) Peterbrown                     | Hauptgürtel                           |
| (30724) Peterburgtrista                | Hauptgürtel                           |
| (4507) Petercollins                    | Hauptgürtel                           |
| (20468) Petercook                      | Hauptgürtel                           |
| (243529) Petereisenhardt               | Hauptgürtel                           |
| (231307) Peterfalk                     | Hauptgürtel                           |
| (24997) Petergabriel                   | Hauptgürtel                           |
| (8280) Petergruber                     | Hauptgürtel                           |
| (58217) Peterhebel                     | Hauptgürtel                           |
| (65213) Peterhobbs                     | Hauptgürtel                           |
| (13923) Peterhof                       | Hauptgürtel                           |
| (25931) Peterhu                        | Hauptgürtel                           |
| (28570) Peterkraft                     | Hauptgürtel                           |
| (32428) Peterlangley                   | Hauptgürtel                           |
| (262972) Petermansfield                | Hauptgürtel                           |
| (24333) Petermassey                    | Hauptgürtel                           |
| (13154) Petermrva                      | Hauptgürtel                           |
| (123120) Peternewman                   | Hauptgürtel                           |
| (4115) Peternorton                     | Hauptgürtel                           |
| (84075) Peterpatricia                  | Hauptgürtel                           |
| (34420) Peterpau                       | Hauptgürtel                           |
| (28787) Peterpinko                     | Hauptgürtel                           |
| (19175) Peterpiot                      | Hauptgürtel                           |
| (100007) Peters                        | Hauptgürtel                           |
| (150118) Petersberg                    | Hauptgürtel                           |
| (9207) Petersmith                      | Hauptgürtel                           |
| (5833) Peterson                        | Hauptgürtel                           |
| (8086) Peterthomas                     | Hauptgürtel                           |
| (43804) Peterting                      | Hauptgürtel                           |
| (10662) Peterwisse                     | Hauptgürtel                           |
| (128323) Peterwolff                    | Hauptgürtel                           |
| (16952) Peteschultz                    | Hauptgürtel                           |
| (21473) Petesullivan                   | Hauptgürtel                           |
| (17799) Petewilliams                   | Hauptgürtel                           |
| (31416) Peteworden                     | Hauptgürtel                           |
| (348383) Petibon                       | Hauptgürtel                           |
| (223566) Petignat                      | Hauptgürtel                           |
| (145768) Petiška                       | Hauptgürtel                           |
| (7740) Petit                           | Hauptgürtel                           |
| (4483) Petöfi                          | Hauptgürtel                           |
| (3492) Petra-Pepi                      | Hauptgürtel                           |
| (12722) Petrarca                       | Hauptgürtel                           |
| (9449) Petrbondy                       | Hauptgürtel                           |
| (50413) Petrginz                       | Hauptgürtel                           |
| (21476) Petrie                         | Hauptgürtel                           |
| (482) Petrina                          | Hauptgürtel                           |
| (16801) Petřínpragensis                | Hauptgürtel                           |
| (10170) Petrjakeš                      | Hauptgürtel                           |
| (3244) Petronius                       | Hauptgürtel                           |
| (830) Petropolitana                    | Hauptgürtel                           |
| (4785) Petrov                          | Hauptgürtel                           |
| (9545) Petrovedomosti                  | Hauptgürtel                           |
| (3017) Petrovič                        | Hauptgürtel                           |
| (5319) Petrovskaya                     | Hauptgürtel                           |
| (8805) Petrpetrov                      | Hauptgürtel                           |
| (4790) Petrpravec                      | Hauptgürtel                           |
| (274981) Petrsu                        | Hauptgürtel                           |
| (9707) Petruskoning                    | Hauptgürtel                           |
| (36035) Petrvok                        | Hauptgürtel                           |
| (21087) Petsimpallas                   | Hauptgürtel                           |
| (7258) Pettarin                        | Hauptgürtel                           |
| (3831) Pettengill                      | Hauptgürtel                           |
| (15414) Pettirossi                     | Hauptgürtel                           |
| (968) Petunia                          | Hauptgürtel                           |
| (3716) Petzval                         | Hauptgürtel                           |
| (7314) Pevsner                         | Hauptgürtel                           |
| (2944) Peyo                            | Hauptgürtel                           |
| (11636) Pezinok                        | Hauptgürtel                           |
| (29491) Pfaff                          | Hauptgürtel                           |
| (9962) Pfau                            | Hauptgürtel                           |
| (25972) Pfefferjosh                    | Hauptgürtel                           |
| (12774) Pfund                          | Hauptgürtel                           |
| (174) Phaedra                          | Hauptgürtel                           |
| (181751) Phaenops                      | Jupiter-Trojaner                      |
| (322) Phaeo                            | Hauptgürtel                           |
| (3200) Phaethon                        | Apollo-Typ                            |
| (296) Phaëtusa                         | Hauptgürtel                           |
| (332632) Pharos                        | Hauptgürtel                           |
| (14588) Pharrams                       | Hauptgürtel                           |
| (30704) Phegeus                        | Jupiter-Trojaner                      |
| (42585) Pheidippides                   | Hauptgürtel                           |
| (17351) Pheidippos                     | Jupiter-Trojaner                      |
| (13433) Phelps                         | Hauptgürtel                           |
| (10664) Phemios                        | Jupiter-Trojaner                      |
| (51570) Phendricksen                   | Hauptgürtel                           |
| (2357) Phereclos                       | Jupiter-Trojaner                      |
| (4753) Phidias                         | Hauptgürtel                           |
| (24663) Philae                         | Hauptgürtel                           |
| (274) Philagoria                       | Hauptgürtel                           |
| (69261) Philaret                       | Hauptgürtel                           |
| (6580) Philbland                       | Hauptgürtel                           |
| (90388) Philchristensen                | Hauptgürtel                           |
| (4448) Phildavis                       | Hauptgürtel                           |
| (20270) Phildeutsch                    | Hauptgürtel                           |
| (89131) Phildevries                    | Hauptgürtel                           |
| (181627) Philgeluck                    | Hauptgürtel                           |
| (280) Philia                           | Hauptgürtel                           |
| (11581) Philipdejager                  | Hauptgürtel                           |
| (128321) Philipdumont                  | Hauptgürtel                           |
| (100417) Philipglass                   | Hauptgürtel                           |
| (20208) Philiphe                       | Hauptgürtel                           |
| (30386) Philipjeffery                  | Hauptgürtel                           |
| (24144) Philipmocz                     | Hauptgürtel                           |
| (20796) Philipmunoz                    | Hauptgürtel                           |
| (977) Philippa                         | Hauptgürtel                           |
| (631) Philippina                       | Hauptgürtel                           |
| (10030) Philkeenan                     | Hauptgürtel                           |
| (5133) Phillipadams                    | Hauptgürtel                           |
| (120368) Phillipcoulter                | Hauptgürtel                           |
| (175450) Phillipklu                    | Hauptgürtel                           |
| (78383) Philmassey                     | Hauptgürtel                           |
| (7220) Philnicholson                   | Hauptgürtel                           |
| (52309) Philnicolai                    | Hauptgürtel                           |
| (1869) Philoctetes                     | Jupiter-Trojaner                      |
| (196) Philomela                        | Hauptgürtel                           |
| (227) Philosophia                      | Hauptgürtel                           |
| (165347) Philplait                     | Hauptgürtel                           |
| (30426) Philtalbot                     | Hauptgürtel                           |
| (5260) Philvéron                       | Hauptgürtel                           |
| (22446) Philwhitney                    | Hauptgürtel                           |
| (46793) Phinney                        | Hauptgürtel                           |
| (25) Phocaea                           | Hauptgürtel                           |
| (15510) Phoeberounds                   | Hauptgürtel                           |
| (4543) Phoinix                         | Jupiter-Trojaner                      |
| (5145) Pholus                          | Zentaur                               |
| (443) Photographica                    | Hauptgürtel                           |
| (1291) Phryne                          | Hauptgürtel                           |
| (189) Phthia                           | Hauptgürtel                           |
| (39463) Phyleus                        | Jupiter-Trojaner                      |
| (556) Phyllis                          | Hauptgürtel                           |
| (85158) Phyllistrapp                   | Marsbahnkreuzer                       |
| (4185) Phystech                        | Hauptgürtel                           |
| (614) Pia                              | Hauptgürtel                           |
| (3772) Piaf                            | Hauptgürtel                           |
| (10573) Piani                          | Hauptgürtel                           |
| (26917) Pianoro                        | Hauptgürtel                           |
| (100897) Piatra Neamt                  | Hauptgürtel                           |
| (1000) Piazzia                         | Hauptgürtel                           |
| (12102) Piazzolla                      | Hauptgürtel                           |
| (12540) Picander                       | Hauptgürtel                           |
| (178008) Picard                        | Hauptgürtel                           |
| (4221) Picasso                         | Hauptgürtel                           |
| (147693) Piccioni                      | Hauptgürtel                           |
| (30409) Piccirillo                     | Hauptgürtel                           |
| (1366) Piccolo                         | Hauptgürtel                           |
| (20488) Pic-du-Midi                    | Hauptgürtel                           |
| (12051) Pícha                          | Hauptgürtel                           |
| (48451) Pichincha                      | Hauptgürtel                           |
| (803) Picka                            | Hauptgürtel                           |
| (5716) Pickard                         | Hauptgürtel                           |
| (784) Pickeringia                      | Hauptgürtel                           |
| (12398) Pickhardt                      | Hauptgürtel                           |
| (117874) Picodelteide                  | Hauptgürtel                           |
| (11912) Piedade                        | Hauptgürtel                           |
| (1523) Pieksämäki                      | Hauptgürtel                           |
| (1536) Pielinen                        | Hauptgürtel                           |
| (5162) Piemonte                        | Hauptgürtel                           |
| (2816) Pien                            | Hauptgürtel                           |
| (108953) Pieraerts                     | Hauptgürtel                           |
| (15339) Pierazzo                       | Hauptgürtel                           |
| (22435) Pierfederici                   | Hauptgürtel                           |
| (7061) Pieri                           | Hauptgürtel                           |
| (7197) Pieroangela                     | Hauptgürtel                           |
| (17556) Pierofrancesca                 | Hauptgürtel                           |
| (46720) Pierostroppa                   | Hauptgürtel                           |
| (11401) Pierralba                      | Hauptgürtel                           |
| (1392) Pierre                          | Hauptgürtel                           |
| (13602) Pierreboulez                   | Hauptgürtel                           |
| (65696) Pierrehenry                    | Hauptgürtel                           |
| (19353) Pierrethierry                  | Hauptgürtel                           |
| (312) Pierretta                        | Hauptgürtel                           |
| (6018) Pierssac                        | Hauptgürtel                           |
| (4573) Piešťany                        | Hauptgürtel                           |
| (224206) Pietchisson                   | Hauptgürtel                           |
| (3713) Pieters                         | Hauptgürtel                           |
| (17031) Piethut                        | Hauptgürtel                           |
| (10655) Pietkeyser                     | Hauptgürtel                           |
| (212373) Pietrocascella                | Hauptgürtel                           |
| (372573) Pietromenga                   | Hauptgürtel                           |
| (73891) Pietromennea                   | Hauptgürtel                           |
| (6659) Pietsch                         | Hauptgürtel                           |
| (52558) Pigafetta                      | Hauptgürtel                           |
| (89664) Pignata                        | Hauptgürtel                           |
| (22263) Pignedoli                      | Hauptgürtel                           |
| (10220) Pigott                         | Hauptgürtel                           |
| (3759) Piironen                        | Hauptgürtel                           |
| (1975) Pikelner                        | Hauptgürtel                           |
| (21355) Pikovskaya                     | Hauptgürtel                           |
| (4174) Pikulia                         | Hauptgürtel                           |
| (17025) Pilachowski                    | Hauptgürtel                           |
| (1990) Pilcher                         | Hauptgürtel                           |
| (21720) Pilishvili                     | Hauptgürtel                           |
| (15614) Pillinger                      | Hauptgürtel                           |
| (4368) Pillmore                        | Hauptgürtel                           |
| (18293) Pilyugin                       | Hauptgürtel                           |
| (19456) Pimdouglas                     | Hauptgürtel                           |
| (184501) Pimprenelle                   | Hauptgürtel                           |
| (6521) Pina                            | Hauptgürtel                           |
| (20352) Pinakibose                     | Hauptgürtel                           |
| (134346) Pinatubo                      | Hauptgürtel                           |
| (5928) Pindarus                        | Hauptgürtel                           |
| (166745) Pindor                        | Hauptgürtel                           |
| (19497) Pineda                         | Hauptgürtel                           |
| (12095) Pinel                          | Hauptgürtel                           |
| (10198) Pinelli                        | Hauptgürtel                           |
| (18111) Pinet                          | Hauptgürtel                           |
| (6790) Pingouin                        | Hauptgürtel                           |
| (12719) Pingré                         | Hauptgürtel                           |
| (92209) Pingtang                       | Hauptgürtel                           |
| (175583) Pingtung                      | Hauptgürtel                           |
| (7976) Pinigin                         | Hauptgürtel                           |
| (19367) Pink Floyd                     | Hauptgürtel                           |
| (19419) Pinkham                        | Hauptgürtel                           |
| (178603) Pinkine                       | Hauptgürtel                           |
| (14678) Pinney                         | Hauptgürtel                           |
| (12927) Pinocchio                      | Hauptgürtel                           |
| (4627) Pinomogavero                    | Hauptgürtel                           |
| (2694) Pino Torinese                   | Hauptgürtel                           |
| (12470) Pinotti                        | Hauptgürtel                           |
| (8580) Pinsky                          | Hauptgürtel                           |
| (3445) Pinson                          | Hauptgürtel                           |
| (33103) Pintar                         | Hauptgürtel                           |
| (296987) Piotrflin                     | Hauptgürtel                           |
| (4869) Piotrovsky                      | Hauptgürtel                           |
| (306128) Pipher                        | Hauptgürtel                           |
| (648) Pippa                            | Hauptgürtel                           |
| (184620) Pippobattaglia                | Hauptgürtel                           |
| (12369) Pirandello                     | Hauptgürtel                           |
| (11336) Piranesi                       | Hauptgürtel                           |
| (3228) Pire                            | Hauptgürtel                           |
| (79864) Pirituba                       | Hauptgürtel                           |
| (22105) Pirko                          | Hauptgürtel                           |
| (2506) Pirogov                         | Hauptgürtel                           |
| (1082) Pirola                          | Hauptgürtel                           |
| (59797) Pisala                         | Hauptgürtel                           |
| (7313) Pisano                          | Hauptgürtel                           |
| (20963) Pisarenko                      | Hauptgürtel                           |
| (2672) Písek                           | Hauptgürtel                           |
| (18623) Pises                          | Hauptgürtel                           |
| (9056) Piskunov                        | Hauptgürtel                           |
| (11240) Piso                           | Hauptgürtel                           |
| (30414) Pistacchi                      | Hauptgürtel                           |
| (210107) Pistoletto                    | Hauptgürtel                           |
| (8051) Pistoria                        | Hauptgürtel                           |
| (37432) Piszkéstető                    | Hauptgürtel                           |
| (11359) Piteglio                       | Hauptgürtel                           |
| (17832) Pitman                         | Hauptgürtel                           |
| (48785) Pitter                         | Hauptgürtel                           |
| (5768) Pittich                         | Hauptgürtel                           |
| (9306) Pittosporum                     | Hauptgürtel                           |
| (484) Pittsburghia                     | Hauptgürtel                           |
| (19182) Pitz                           | Hauptgürtel                           |
| (157456) Pivatte                       | Hauptgürtel                           |
| (273273) Piwowarski                    | Hauptgürtel                           |
| (16466) Piyashiriyama                  | Hauptgürtel                           |
| (31465) Piyasiri                       | Hauptgürtel                           |
| (4609) Pizarro                         | Hauptgürtel                           |
| (7377) Pizzarello                      | Hauptgürtel                           |
| (233559) Pizzetti                      | Hauptgürtel                           |
| (33187) Pizzolato                      | Hauptgürtel                           |
| (6121) Plachinda                       | Hauptgürtel                           |
| (10648) Plancius                       | Hauptgürtel                           |
| (1069) Planckia                        | Hauptgürtel                           |
| (322390) Planes de Son                 | Hauptgürtel                           |
| (2639) Planman                         | Hauptgürtel                           |
| (10668) Plansos                        | Hauptgürtel                           |
| (46719) Plantade                       | Hauptgürtel                           |
| (6808) Plantin                         | Hauptgürtel                           |
| (2905) Plaskett                        | Hauptgürtel                           |
| (9309) Platanus                        | Hauptgürtel                           |
| (9158) Platè                           | Hauptgürtel                           |
| (11966) Plateau                        | Hauptgürtel                           |
| (5451) Plato                           | Hauptgürtel                           |
| (3620) Platonov                        | Hauptgürtel                           |
| (2179) Platzeck                        | Hauptgürtel                           |
| (1986) Plaut                           | Hauptgürtel                           |
| (6076) Plavec                          | Hauptgürtel                           |
| (2172) Plavsk                          | Hauptgürtel                           |
| (14479) Plekhanov                      | Hauptgürtel                           |
| (5999) Plescia                         | Marsbahnkreuzer                       |
| (16358) Plesetsk                       | Hauptgürtel                           |
| (4229) Plevitskaya                     | Hauptgürtel                           |
| (11524) Pleyel                         | Hauptgürtel                           |
| (7932) Plimpton                        | Hauptgürtel                           |
| (3226) Plinius                         | Hauptgürtel                           |
| (4626) Plisetskaya                     | Hauptgürtel                           |
| (12246) Pliska                         | Hauptgürtel                           |
| (9535) Plitchenko                      | Hauptgürtel                           |
| (6616) Plotinos                        | Hauptgürtel                           |
| (14619) Plotkin                        | Hauptgürtel                           |
| (3860) Plovdiv                         | Hauptgürtel                           |
| (29643) Plücker                        | Hauptgürtel                           |
| (134160) Pluis                         | Hauptgürtel                           |
| (144752) Plungė                        | Hauptgürtel                           |
| (6615) Plutarchos                      | Hauptgürtel                           |
| (134340) Pluto                         | Transneptunisches Objekt, Zwergplanet |
| (2613) Plzeň                           | Hauptgürtel                           |
| (1908) Pobeda                          | Hauptgürtel                           |
| (4487) Pocahontas                      | Amor-Typ                              |
| (14974) Počátky                        | Hauptgürtel                           |
| (3441) Pochaina                        | Hauptgürtel                           |
| (12823) Pochintesta                    | Hauptgürtel                           |
| (4086) Podalirius                      | Jupiter-Trojaner                      |
| (13062) Podarkes                       | Jupiter-Trojaner                      |
| (42849) Podjavorinská                  | Hauptgürtel                           |
| (117712) Podmaniczky                   | Hauptgürtel                           |
| (3311) Podobed                         | Hauptgürtel                           |
| (7455) Podosek                         | Hauptgürtel                           |
| (17427) Poe                            | Hauptgürtel                           |
| (264165) Poehler                       | Hauptgürtel                           |
| (10348) Poelchau                       | Hauptgürtel                           |
| (19141) Poelkapelle                    | Hauptgürtel                           |
| (10982) Poerink                        | Hauptgürtel                           |
| (946) Poësia                           | Hauptgürtel                           |
| (39864) Poggiali                       | Hauptgürtel                           |
| (19919) Pogorelov                      | Hauptgürtel                           |
| (4468) Pogrebetskij                    | Hauptgürtel                           |
| (1830) Pogson                          | Hauptgürtel                           |
| (3606) Pohjola                         | Hauptgürtel                           |
| (12284) Pohl                           | Hauptgürtel                           |
| (27328) Pohlonski                      | Hauptgürtel                           |
| (2021) Poincaré                        | Hauptgürtel                           |
| (12286) Poiseuille                     | Hauptgürtel                           |
| (12874) Poisson                        | Hauptgürtel                           |
| (10205) Pokorný                        | Hauptgürtel                           |
| (17208) Pokrovska                      | Hauptgürtel                           |
| (3348) Pokryshkin                      | Hauptgürtel                           |
| (4078) Polakis                         | Hauptgürtel                           |
| (142) Polana                           | Hauptgürtel                           |
| (9025) Polanskey                       | Hauptgürtel                           |
| (8066) Poldimeri                       | Hauptgürtel                           |
| (4940) Polenov                         | Hauptgürtel                           |
| (21584) Polepeddi                      | Hauptgürtel                           |
| (24847) Polesný                        | Hauptgürtel                           |
| (4562) Poleungkuk                      | Hauptgürtel                           |
| (4780) Polina                          | Hauptgürtel                           |
| (21432) Polingloh                      | Hauptgürtel                           |
| (13151) Polino                         | Hauptgürtel                           |
| (8464) Polishook                       | Hauptgürtel                           |
| (1708) Pólit                           | Hauptgürtel                           |
| (4867) Polites                         | Jupiter-Trojaner                      |
| (31888) Polizzi                        | Hauptgürtel                           |
| (12168) Polko                          | Hauptgürtel                           |
| (5226) Pollack                         | Hauptgürtel                           |
| (7448) Pöllath                         | Hauptgürtel                           |
| (5800) Pollock                         | Hauptgürtel                           |
| (5278) Polly                           | Hauptgürtel                           |
| (21585) Polmear                        | Hauptgürtel                           |
| (99824) Polnareff                      | Hauptgürtel                           |
| (1112) Polonia                         | Hauptgürtel                           |
| (22469) Poloniny                       | Hauptgürtel                           |
| (2006) Polonskaya                      | Hauptgürtel                           |
| (2983) Poltava                         | Hauptgürtel                           |
| (29646) Polya                          | Hauptgürtel                           |
| (4619) Polyakhova                      | Hauptgürtel                           |
| (6174) Polybius                        | Hauptgürtel                           |
| (189310) Polydamas                     | Jupiter-Trojaner                      |
| (4708) Polydoros                       | Jupiter-Trojaner                      |
| (33) Polyhymnia                        | Hauptgürtel                           |
| (5982) Polykletus                      | Hauptgürtel                           |
| (15094) Polymele                       | Jupiter-Trojaner                      |
| (20947) Polyneikes                     | Jupiter-Trojaner                      |
| (81203) Polynesia                      | Hauptgürtel                           |
| (216462) Polyphontes                   | Jupiter-Trojaner                      |
| (3709) Polypoites                      | Jupiter-Trojaner                      |
| (14312) Polytech                       | Hauptgürtel                           |
| (595) Polyxena                         | Hauptgürtel                           |
| (22227) Polyxenos                      | Jupiter-Trojaner                      |
| (308) Polyxo                           | Hauptgürtel                           |
| (2771) Polzunov                        | Hauptgürtel                           |
| (235027) Pommard                       | Hauptgürtel                           |
| (32) Pomona                            | Hauptgürtel                           |
| (203) Pompeja                          | Hauptgürtel                           |
| (29647) Poncelet                       | Hauptgürtel                           |
| (13117) Pondicherry                    | Hauptgürtel                           |
| (1305) Pongola                         | Hauptgürtel                           |
| (2792) Ponomarev                       | Hauptgürtel                           |
| (9609) Ponomarevalya                   | Hauptgürtel                           |
| (7332) Ponrepo                         | Hauptgürtel                           |
| (7645) Pons                            | Hauptgürtel                           |
| (10433) Ponsen                         | Hauptgürtel                           |
| (13197) Pontecorvo                     | Hauptgürtel                           |
| (18928) Pontremoli                     | Hauptgürtel                           |
| (4166) Pontryagin                      | Hauptgürtel                           |
| (26389) Poojarambhia                   | Hauptgürtel                           |
| (13227) Poor                           | Hauptgürtel                           |
| (10216) Popastro                       | Hauptgürtel                           |
| (11090) Popelin                        | Hauptgürtel                           |
| (22281) Popescu                        | Hauptgürtel                           |
| (177982) Popilnia                      | Hauptgürtel                           |
| (267585) Popluhár                      | Hauptgürtel                           |
| (37471) Popocatépetl                   | Hauptgürtel                           |
| (3074) Popov                           | Hauptgürtel                           |
| (8444) Popovich                        | Marsbahnkreuzer                       |
| (365761) Popovici                      | Hauptgürtel                           |
| (39464) Pöppelmann                     | Hauptgürtel                           |
| (8647) Populus                         | Hauptgürtel                           |
| (7231) Porco                           | Hauptgürtel                           |
| (3896) Pordenone                       | Hauptgürtel                           |
| (9429) Poreč                           | Hauptgürtel                           |
| (1499) Pori                            | Hauptgürtel                           |
| (28418) Pornwasu                       | Hauptgürtel                           |
| (2570) Porphyro                        | Hauptgürtel                           |
| (84902) Porrentruy                     | Hauptgürtel                           |
| (3276) Porta Coeli                     | Hauptgürtel                           |
| (21580) Portalatin                     | Hauptgürtel                           |
| (1636) Porter                          | Hauptgürtel                           |
| (33473) Porterfield                    | Hauptgürtel                           |
| (2333) Porthan                         | Hauptgürtel                           |
| (229737) Porthos                       | Hauptgürtel                           |
| (154493) Portisch                      | Hauptgürtel                           |
| (757) Portlandia                       | Hauptgürtel                           |
| (29772) Portocarrero                   | Hauptgürtel                           |
| (3933) Portugal                        | Hauptgürtel                           |
| (7900) Portule                         | Hauptgürtel                           |
| (6311) Porubčan                        | Hauptgürtel                           |
| (1757) Porvoo                          | Hauptgürtel                           |
| (8759) Porzana                         | Hauptgürtel                           |
| (1131) Porzia                          | Marsbahnkreuzer                       |
| (32821) Posch                          | Hauptgürtel                           |
| (4341) Poseidon                        | Apollo-Typ                            |
| (13129) Poseidonios                    | Hauptgürtel                           |
| (31836) Poshedly                       | Hauptgürtel                           |
| (45692) Poshyachinda                   | Hauptgürtel                           |
| (88875) Posky                          | Hauptgürtel                           |
| (1572) Posnania                        | Hauptgürtel                           |
| (89903) Post                           | Hauptgürtel                           |
| (11184) Postma                         | Hauptgürtel                           |
| (1484) Postrema                        | Hauptgürtel                           |
| (178796) Posztoczky                    | Hauptgürtel                           |
| (9915) Potanin                         | Hauptgürtel                           |
| (13480) Potapov                        | Hauptgürtel                           |
| (88705) Potato                         | Hauptgürtel                           |
| (6954) Potemkin                        | Hauptgürtel                           |
| (18729) Potentino                      | Hauptgürtel                           |
| (18830) Pothier                        | Hauptgürtel                           |
| (1345) Potomac                         | Hauptgürtel                           |
| (13037) Potosi                         | Hauptgürtel                           |
| (5816) Potsdam                         | Hauptgürtel                           |
| (10431) Pottasch                       | Hauptgürtel                           |
| (7320) Potter                          | Hauptgürtel                           |
| (256699) Poudai                        | Hauptgürtel                           |
| (7758) Poulanderson                    | Hauptgürtel                           |
| (4348) Poulydamas                      | Jupiter-Trojaner                      |
| (4281) Pounds                          | Hauptgürtel                           |
| (21586) Pourkaviani                    | Hauptgürtel                           |
| (3760) Poutanen                        | Hauptgürtel                           |
| (14829) Povalyaeva                     | Hauptgürtel                           |
| (12753) Povenmire                      | Hauptgürtel                           |
| (37141) Povolný                        | Hauptgürtel                           |
| (9739) Powell                          | Hauptgürtel                           |
| (11063) Poynting                       | Hauptgürtel                           |
| (7979) Pozharskij                      | Hauptgürtel                           |
| (420356) Praamzius                     | Transneptunisches Objekt              |
| (21928) Prabakaran                     | Hauptgürtel                           |
| (23681) Prabhu                         | Hauptgürtel                           |
| (15890) Prachatice                     | Hauptgürtel                           |
| (7869) Pradun                          | Hauptgürtel                           |
| (4889) Praetorius                      | Hauptgürtel                           |
| (2367) Praha                           | Hauptgürtel                           |
| (45687) Pranverahyseni                 | Hauptgürtel                           |
| (3164) Prast                           | Hauptgürtel                           |
| (127005) Pratchett                     | Hauptgürtel                           |
| (33397) Prathiknaidu                   | Hauptgürtel                           |
| (8973) Pratincola                      | Hauptgürtel                           |
| (18116) Prato                          | Hauptgürtel                           |
| (185020) Pratte                        | Hauptgürtel                           |
| (6560) Pravdo                          | Hauptgürtel                           |
| (547) Praxedis                         | Hauptgürtel                           |
| (5983) Praxiteles                      | Hauptgürtel                           |
| (1238) Predappia                       | Hauptgürtel                           |
| (25814) Preesinghal                    | Hauptgürtel                           |
| (30029) Preetikakani                   | Hauptgürtel                           |
| (2896) Preiss                          | Hauptgürtel                           |
| (11855) Preller                        | Hauptgürtel                           |
| (12937) Premadi                        | Hauptgürtel                           |
| (30327) Prembabu                       | Hauptgürtel                           |
| (23924) Premt                          | Hauptgürtel                           |
| (7695) Přemysl                         | Hauptgürtel                           |
| (20581) Prendergast                    | Hauptgürtel                           |
| (19637) Presbrey                       | Hauptgürtel                           |
| (59419) Prešov                         | Hauptgürtel                           |
| (24779) Presque Isle                   | Hauptgürtel                           |
| (13682) Pressberger                    | Hauptgürtel                           |
| (20433) Prestinenza                    | Hauptgürtel                           |
| (3792) Preston                         | Hauptgürtel                           |
| (126445) Prestonreeves                 | Hauptgürtel                           |
| (790) Pretoria                         | Hauptgürtel                           |
| (162937) Prêtre                        | Hauptgürtel                           |
| (24994) Prettyman                      | Hauptgürtel                           |
| (5628) Preussen                        | Hauptgürtel                           |
| (18624) Prévert                        | Hauptgürtel                           |
| (329935) Prévôt                        | Hauptgürtel                           |
| (6157) Prey                            | Hauptgürtel                           |
| (25477) Preyashah                      | Hauptgürtel                           |
| (15506) Preygel                        | Hauptgürtel                           |
| (529) Preziosa                         | Hauptgürtel                           |
| (8881) Prialnik                        | Hauptgürtel                           |
| (884) Priamus                          | Jupiter-Trojaner                      |
| (10293) Pribina                        | Hauptgürtel                           |
| (9884) Příbram                         | Hauptgürtel                           |
| (26703) Price                          | Hauptgürtel                           |
| (1359) Prieska                         | Hauptgürtel                           |
| (5577) Priestley                       | Hauptgürtel                           |
| (46731) Prieurblanc                    | Hauptgürtel                           |
| (11964) Prigogine                      | Hauptgürtel                           |
| (40410) Příhoda                        | Hauptgürtel                           |
| (6467) Prilepina                       | Hauptgürtel                           |
| (7919) Prime                           | Hauptgürtel                           |
| (4545) Primolevi                       | Hauptgürtel                           |
| (970) Primula                          | Hauptgürtel                           |
| (508) Princetonia                      | Hauptgürtel                           |
| (2653) Principia                       | Hauptgürtel                           |
| (4595) Prinz                           | Hauptgürtel                           |
| (171171) Prior                         | Hauptgürtel                           |
| (2137) Priscilla                       | Hauptgürtel                           |
| (78252) Priscio                        | Hauptgürtel                           |
| (13653) Priscus                        | Hauptgürtel                           |
| (9539) Prishvin                        | Hauptgürtel                           |
| (997) Priska                           | Hauptgürtel                           |
| (1192) Prisma                          | Hauptgürtel                           |
| (21702) Prisymendoza                   | Hauptgürtel                           |
| (60622) Pritchet                       | Hauptgürtel                           |
| (17519) Pritsak                        | Hauptgürtel                           |
| (26455) Priyamshah                     | Hauptgürtel                           |
| (33580) Priyankajain                   | Hauptgürtel                           |
| (902) Probitas                         | Hauptgürtel                           |
| (14024) Procol Harum                   | Hauptgürtel                           |
| (6162) Prokhorov                       | Hauptgürtel                           |
| (194) Prokne                           | Hauptgürtel                           |
| (6172) Prokofeana                      | Marsbahnkreuzer                       |
| (3159) Prokof’ev                       | Hauptgürtel                           |
| (6681) Prokopovich                     | Hauptgürtel                           |
| (173117) Promachus                     | Jupiter-Trojaner                      |
| (1809) Prometheus                      | Hauptgürtel                           |
| (4315) Pronik                          | Hauptgürtel                           |
| (134146) Pronoybiswas                  | Hauptgürtel                           |
| (26) Proserpina                        | Hauptgürtel                           |
| (2372) Proskurin                       | Hauptgürtel                           |
| (7292) Prosperin                       | Hauptgürtel                           |
| (9313) Protea                          | Hauptgürtel                           |
| (3540) Protesilaos                     | Jupiter-Trojaner                      |
| (22203) Prothoenor                     | Jupiter-Trojaner                      |
| (12444) Prothoon                       | Jupiter-Trojaner                      |
| (171433) Prothous                      | Jupiter-Trojaner                      |
| (22278) Protitch                       | Hauptgürtel                           |
| (147) Protogeneia                      | Hauptgürtel                           |
| (9529) Protopapa                       | Hauptgürtel                           |
| (52228) Protos                         | Hauptgürtel                           |
| (4474) Proust                          | Hauptgürtel                           |
| (474) Prudentia                        | Hauptgürtel                           |
| (32892) Prufrock                       | Hauptgürtel                           |
| (113256) Prum                          | Hauptgürtel                           |
| (5932) Prutkov                         | Hauptgürtel                           |
| (7543) Prylis                          | Jupiter-Trojaner                      |
| (14624) Prymachenko                    | Hauptgürtel                           |
| (261) Prymno                           | Hauptgürtel                           |
| (3059) Pryor                           | Hauptgürtel                           |
| (21389) Pshenichka                     | Hauptgürtel                           |
| (15669) Pshenichner                    | Hauptgürtel                           |
| (10711) Pskov                          | Hauptgürtel                           |
| (16) Psyche                            | Hauptgürtel                           |
| (5011) Ptah                            | Apollo-Typ                            |
| (4001) Ptolemaeus                      | Hauptgürtel                           |
| (7988) Pucacco                         | Hauptgürtel                           |
| (4579) Puccini                         | Hauptgürtel                           |
| (11105) Puchnarová                     | Hauptgürtel                           |
| (155138) Pucinskas                     | Hauptgürtel                           |
| (32096) Puckett                        | Hauptgürtel                           |
| (39571) Pückler                        | Hauptgürtel                           |
| (228180) Puertollano                   | Hauptgürtel                           |
| (70446) Pugh                           | Hauptgürtel                           |
| (168261) Puglia                        | Hauptgürtel                           |
| (8763) Pugnax                          | Hauptgürtel                           |
| (4516) Pugovkin                        | Hauptgürtel                           |
| (77138) Puiching                       | Hauptgürtel                           |
| (252470) Puigmarti                     | Hauptgürtel                           |
| (2841) Puijo                           | Hauptgürtel                           |
| (110077) Pujiquanshan                  | Hauptgürtel                           |
| (90944) Pujol                          | Hauptgürtel                           |
| (24317) Pukarhamal                     | Hauptgürtel                           |
| (22880) Pulaski                        | Hauptgürtel                           |
| (762) Pulcova                          | Hauptgürtel                           |
| (66843) Pulido                         | Hauptgürtel                           |
| (12519) Pullen                         | Hauptgürtel                           |
| (241192) Pulyny                        | Hauptgürtel                           |
| (1209) Pumma                           | Hauptgürtel                           |
| (115801) Punahou                       | Hauptgürtel                           |
| (1659) Punkaharju                      | Hauptgürtel                           |
| (7270) Punkin                          | Hauptgürtel                           |
| (18617) Puntel                         | Hauptgürtel                           |
| (57868) Pupin                          | Hauptgürtel                           |
| (25973) Puranik                        | Hauptgürtel                           |
| (3359) Purcari                         | Hauptgürtel                           |
| (4040) Purcell                         | Hauptgürtel                           |
| (5341) Purgathofer                     | Hauptgürtel                           |
| (13063) Purifoy                        | Hauptgürtel                           |
| (3701) Purkyně                         | Hauptgürtel                           |
| (3494) Purple Mountain                 | Hauptgürtel                           |
| (8585) Purpurea                        | Hauptgürtel                           |
| (101722) Pursell                       | Hauptgürtel                           |
| (32063) Pusapaty                       | Hauptgürtel                           |
| (24026) Pusateri                       | Hauptgürtel                           |
| (2208) Pushkin                         | Hauptgürtel                           |
| (82656) Puskás                         | Hauptgürtel                           |
| (11832) Pustylnik                      | Hauptgürtel                           |
| (7665) Putignano                       | Hauptgürtel                           |
| (3577) Putilin                         | Hauptgürtel                           |
| (2557) Putnam                          | Hauptgürtel                           |
| (23218) Puttachi                       | Hauptgürtel                           |
| (55331) Putzi                          | Hauptgürtel                           |
| (295472) Puy                           | Hauptgürtel                           |
| (2192) Pyatigoriya                     | Hauptgürtel                           |
| (2122) Pyatiletka                      | Hauptgürtel                           |
| (6631) Pyatnitskij                     | Hauptgürtel                           |
| (8590) Pygargus                        | Hauptgürtel                           |
| (96189) Pygmalion                      | Amor-Typ                              |
| (152319) Pynchon                       | Hauptgürtel                           |
| (2720) Pyotr Pervyj                    | Hauptgürtel                           |
| (14871) Pyramus                        | Hauptgürtel                           |
| (632) Pyrrha                           | Hauptgürtel                           |
| (5283) Pyrrhus                         | Jupiter-Trojaner                      |
| (6143) Pythagoras                      | Hauptgürtel                           |
| (22283) Pytheas                        | Marsbahnkreuzer                       |
| (432) Pythia                           | Hauptgürtel                           |